# بودراع (بودراع)
بودراع هو دُوَّار يقع بجماعة آيت عياش، إقليم ميدلت، جهة درعة تافيلالت في المملكة المغربية. ينتمي الدوّار لمشيخة بودراع التي تضم 5 دواوير. يقدر عدد سكانه بـ 811 نسمة حسب الإحصاء الرسمي للسكان والسكنى لسنة 2004.

## روابط خارجية
- البوابة الوطنية للجماعات الترابية نسخة محفوظة 12 مارس 2018 على موقع واي باك مشين.
- المندوبية السامية للتخطيط